# Kathryn Grayson
Kathryn Grayson, ursprungligen Zelma Kathryn Elisabeth Hedrick, född 9 februari 1922 i Winston-Salem, North Carolina, död 17 februari 2010 i Los Angeles, Kalifornien, var en amerikansk skådespelare och sångerska.
Hon medverkade i en mängd musikalfilmer på 1940- och 1950-talen. Hennes första film blev Andy Hardys privatsekreterare 1941 där hon fick spela mot Mickey Rooney, följd av Snurriga familjen 1942. Det dröjde inte länge förrän hon fick spela mot MGM:s storstjärnor, till exempel Gene Kelly i Soldatflamman (1943) och Säg det med sång (1945) eller Fred Astaire i Ziegfeld Follies (1946).
Sina bästa roller anses hon fått i Teaterbåten (1951) och Kiss Me Kate (1953). Hennes sista film blev Vagabond King 1956. Därefter arbetade hon på teatern, bland annat genom att sjunga opera, samt på nattklubbar. Grayson avled 2010.

## Filmografi i urval
- 1941 – Andy Hardys privatsekreterare
- 1942 – Snurriga familjen
- 1942 – Rio Rita
- 1942 – Sju sjungande hjärtan
- 1943 – Soldatflamman
- 1945 – Säg det med sång
- 1946 – Ziegfeld Follies
- 1946 – Efter regn kommer solsken
- 1946 – Guld i strupen
- 1947 – Drömmarnas bro
- 1948 – Banditen som kysstes
- 1949 – Midnattskyssen
- 1949 – MGM:s jubileumskavalkad
- 1950 – Flödande toner
- 1951 – Teaterbåten
- 1951 – Brud på nytt
- 1952 – Paradis med sex
- 1953 – Kiss Me Kate
- 1953 – Den sjungande Venus
- 1953 – Ökensången
- 1956 – Vagabond King
- 1987–1989 – Mord och inga visor (TV-serie) (tre avsnitt)